# Dendrothele andinopatagonica
Dendrothele andinopatagonica är en svampart som beskrevs av Gresl. & Rajchenb. 1998. Dendrothele andinopatagonica ingår i släktet Dendrothele och familjen Corticiaceae.   Inga underarter finns listade i Catalogue of Life.